# Sparrmannia
Sparrmannia  es un género de fanerógama con doce especies perteneciente a la familia Malvaceae. 

## Especies seleccionadas
| - Sparrmannia abyssinica - Sparrmannia acerifolia - Sparrmannia africana - Sparrmannia capensis - Sparrmannia discolor - Sparrmannia macrocarpa | - Sparrmannia palmata - Sparrmannia ricinicarpa - Sparrmannia rugosa - Sparrmannia sinensis - Sparrmannia subpalmata - Sparrmannia wittei |